# Doctor Cecilio Báez
Doctor Cecilio Báez é uma distrito do Paraguai, localizado no departamento de Caaguazú. Possui uma população de 2.131 habitantes.

## Transporte
O município de Doctor Cecilio Báez é servido pela seguinte rodovia:
- Caminho em pavimento ligando a cidade de Simón Bolívar ao município de Yhú[1][2][3]